# Sibbhult
Sibbhult est une localité suédoise située dans la commune d'Östra Göinge en Scanie.
Sa population était de 1 492 habitants en 2019.